# Margaretha Elisabeth Jenisch

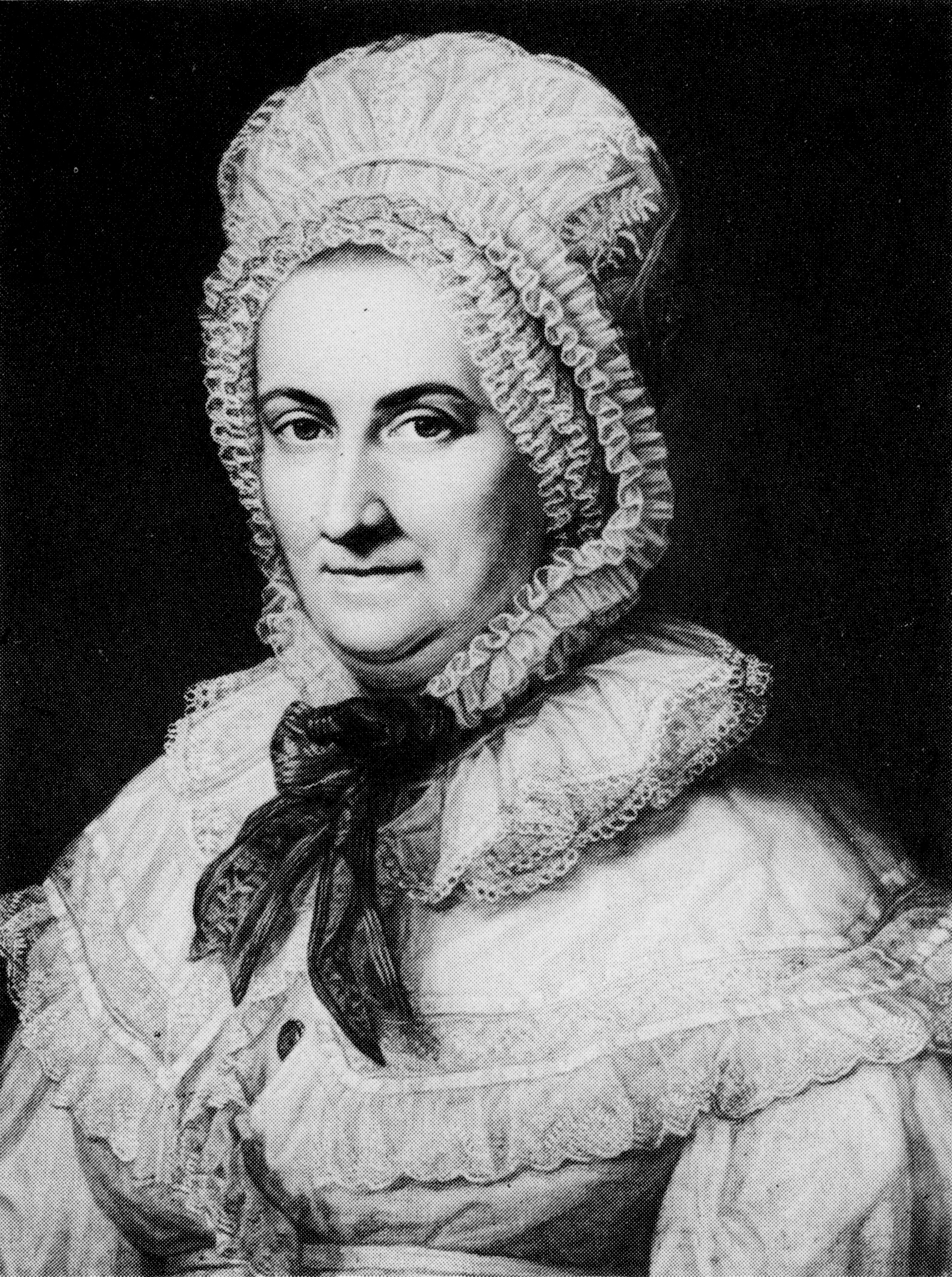
Margaretha Elisabeth Jenisch, 1825

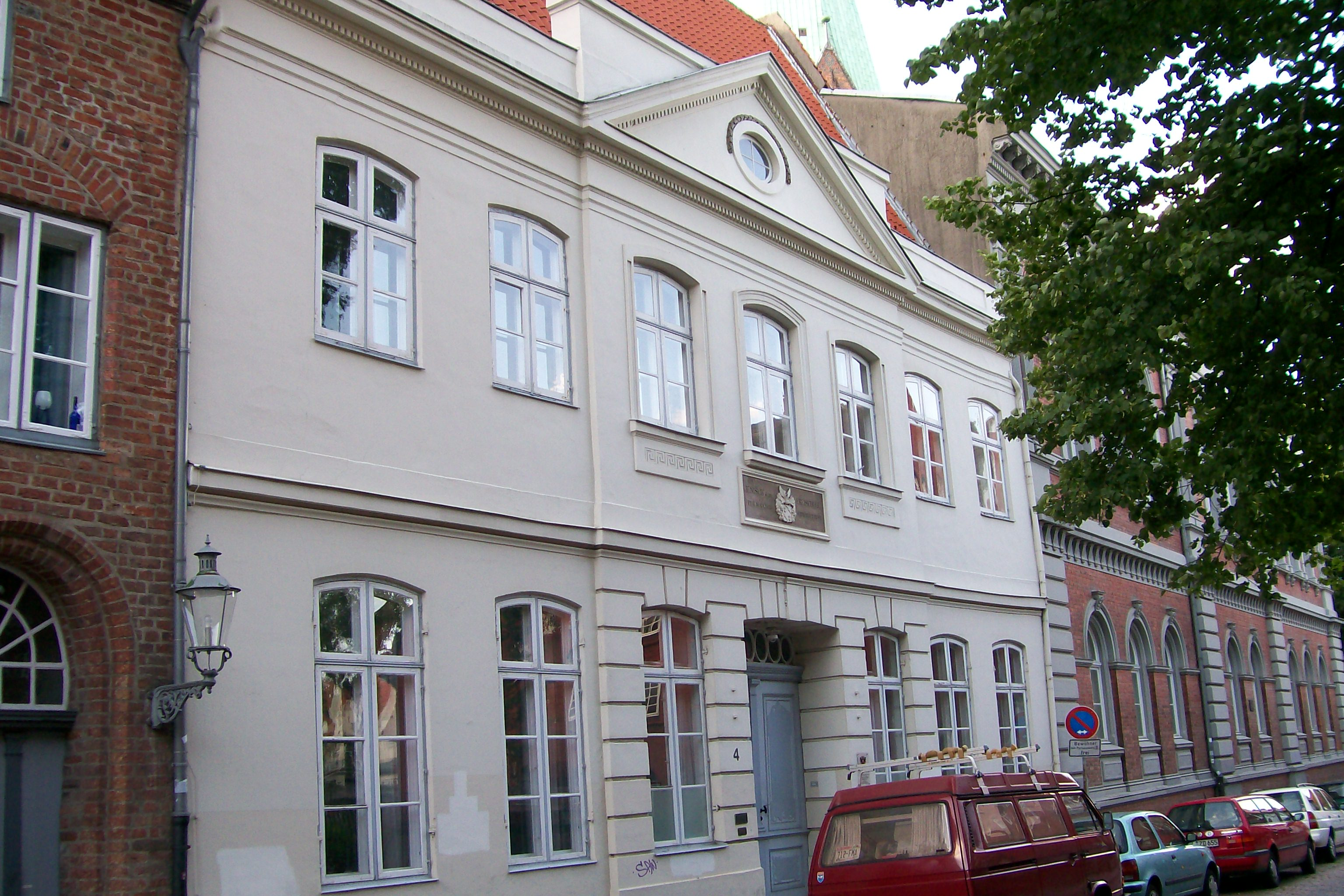
Jenische Freischule 2007

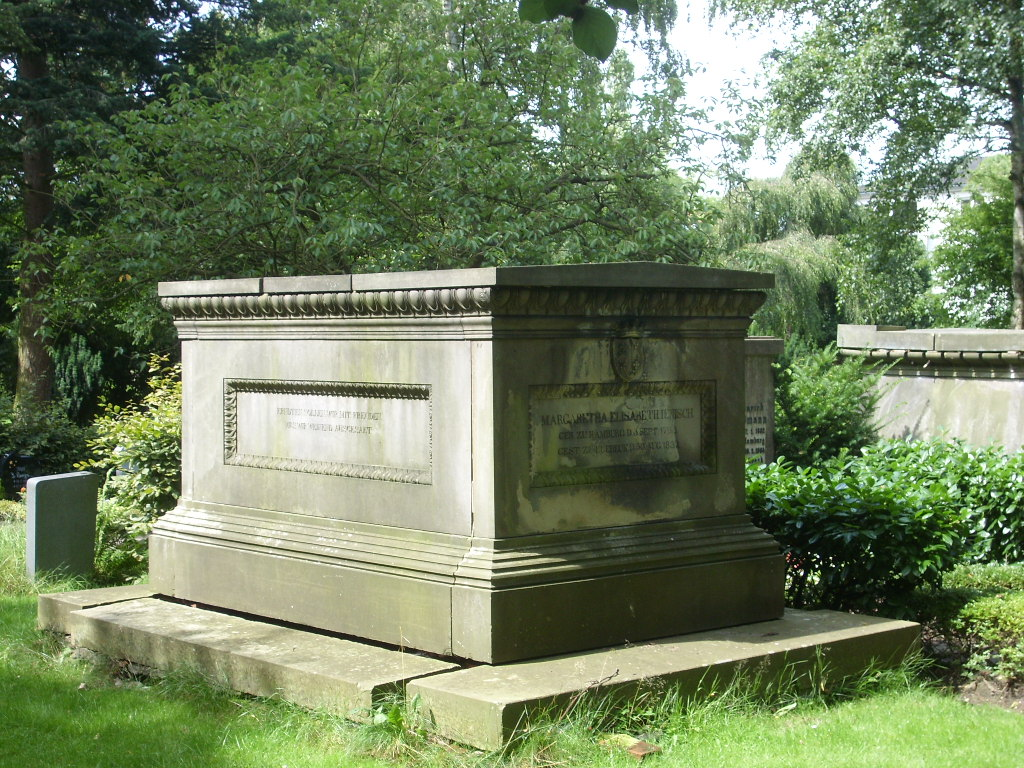
Grabmal M.E. Jenisch auf dem Friedhof der St. Lorenzkirche

Margaretha Elisabeth Jenisch (* 3. September 1763 in Hamburg; † 30. August 1832 in Lübeck) war eine deutsche Schulleiterin und Mäzenin, die im 19. Jahrhundert in Lübeck eine private Mädchenschule als Armenschule gründete.
Margaretha Elisabeth Jenisch stammte aus einer angesehenen Hamburger Kaufmannsfamilie und wuchs nach dem Tode der Eltern in Hamburg und bei ihrem Onkel, dem späteren Lübecker Bürgermeister Johann Philipp Plessing, auf. In dessen Haus wurde sie auch an einer Lähmung erkrankt lange gepflegt. Ihr Bruder und Vermögensverwalter war der Hamburger Ratsherr Martin Johann Jenisch der Ältere.
Die Dankbarkeit für die empfangene Pflege und der Wunsch, als körperlich behinderte und bettlägerige Frau sich eine Lebensaufgabe zu schaffen, bewog sie in Lübeck zu bleiben und sich der Ausbildung bedürftiger Mädchen zu widmen. Zwischen 1803 und 1811, der genaue Zeitpunkt ist aufgrund der Lübecker Franzosenzeit ungewiss, errichtete sie die Freischule für dürftige Mädchen, die bald 100 und mehr Schülerinnen hatte. Die Anregung erhielt sie aus einer Schulgründung der Gesellschaft zur Beförderung gemeinnütziger Tätigkeit.
Der Tod des älteren Bruders Martin Johann bewog sie 1829 zur Errichtung einer Stiftung, um ihr Lebenswerk über den eigenen Tod hinaus abzusichern. Die Stiftung Freischule für dürftige Mädchen betrieb die Schule, ab 1903 mit staatlicher Unterstützung Lübecks, bis zum Jahr 1923 als Jenische Freischule. Die Schule nahm Mädchen im Alter von acht Jahren bis zu deren Konfirmation auf. Die Inflation hatte das Geldkapital der Stiftung Freischule vernichtet. Die Stiftung überlässt seither ihr Hausgrundstück in der St.-Annen-Straße der Hansestadt Lübeck. Diese betreibt dort derzeit eine Hotelfachschule, die nach dem norddeutschen Gastrosophen Karl Friedrich von Rumohr benannt ist.
Das unter Denkmalschutz stehende palaisartige Schulgebäude St.-Annen-Straße 4 ist seit 1872 im Eigentum der Stiftung. Zuvor beherbergte es seit 1821 das orthopädische Institut des Mediziners Matthias Ludwig Leithoff. Das Grundstück wurde 1291 erstmals urkundlich erwähnt und stand bis zum 19. Jahrhundert im häufiger wechselnden Besitz etlicher Lübecker Patrizier- und Ratsfamilien.